# Posna
Posna – potok, prawy dopływ Ścinawki o długości 13,72 km.
Potok płynie w Sudetach Środkowych, w Górach Stołowych. W strefie źródliskowej ma dwie odnogi, których źródła położone są na terenie Parku Narodowego Gór Stołowych. Źródło wschodniej odnogi położone jest na wysokości około 418 m n.p.m., na północno-wschodnim zboczu Gór Stołowych w okolicy „Równej Łąki”. Źródło zachodniej odnogi położone jest, na wysokości około 468 m n.p.m., na północno-wschodnim zboczu Szczelińca Wielkiego. Odnogi w górnym biegu spływają stromymi zboczami przez zalesione tereny, w kierunku północnym. W okolicy rezerwatu przyrody „Wrota Pośny”, odnogi łączą się i przez „Skalne Wrota” potok wpływa na teren rezerwatu „Wrota Pośny”, gdzie spływając stromym żlebem tworzy „Wodospady Pośny”. Na wysokości południowo-zachodnich zabudowań Radkowa, potok opuszcza Park Narodowy i skręcając na północny wschód, obszerną doliną przez łąki, płynie w kierunku Radkowa, gdzie skręca na wschód. Następnie przepływa przez  Ratno Górne i Ratno Dolne, a do Ścinawki uchodzi na wysokości około 318 m n.p.m. w Ścinawce Średniej. Zasadniczy kierunek biegu potoku jest północno-wschodni.
Lewymi dopływami potoku są Kozi Potok z Kożli Potokiem, Potok Czerwonogórski oraz w górnym biegu jeden strumień bez nazwy, a prawymi  Cedron oraz dziewięć mniejszych strumieni i potoków bez nazwy.
Potok zbiera wody z północno-wschodnich zboczy Gór Stołowych, w górnym biegu jest dziki. W większości swojego biegu jest uregulowany, o wartkim prądzie wody.